# هاري بروك
هاري بروك (22 فبراير 1999 في المملكة المتحدة - ) (بالإنجليزية: Harry Brook) هو لاعب كريكت بريطاني. لعب مع نادي مقاطعة يوركشاير للكريكت ‏.

## وصلات خارجية
- هاري بروك على موقع إي آس بي آن كريك إنفو (الإنجليزية)